# Stochód
Stochód (ukr. Стохід Stochid) – rzeka w północno-zachodniej Ukrainie, prawy dopływ Prypeci.
Wypływa z Wyżyny Wołyńskiej, jej długość wynosi 188 km, a powierzchnia dorzecza 3125 km². Nazwa rzeki pochodzi od wielu starorzeczy i kanałów (sto chid-sto dróg'). Jedyną większą miejscowością nad Stochodem jest Lubieszów.
Od czerwca 1916 do sierpnia 1917 roku na rzece opierała się linia frontu wschodniego I wojny światowej.